# エドゥヴィン・カンカ・チュディッチ
エドゥヴィン・カンカ・チュディッチ（ボスニア語:Edvin Kanka Ćudić / Едвин Канка Ћудић、1988年12月31日、ユーゴスラヴィア社会主義連邦共和国内ボスニア・ヘルツェゴビナ社会主義共和国、ブルチコ出身）は、ボスニア・ヘルツェゴヴィナの人権擁護者、武道家（合気道 柔術、柔道）、ジャーナリスト、そして旧ユーゴスラヴィアにおける人権と和解のために活動する社会調査・コミュニケーション協会 (UDIK) 会長として最もよく知られた政治学者である。
専門は人権、文化的記憶、移行期正義、民主主義。身長191cm。

## 著書
- 『92年5月』（ブルチコ、2012年）
- 『我々の名においてではない－セルビア体制を超えて』（サライェヴォ、2019年)